# Luca Antei
Luca Antei (Roma, 19 aprile 1992) è un allenatore di calcio ed ex calciatore italiano, difensore, collaboratore tecnico di Cristian Bucchi all'Arezzo.

## Caratteristiche tecniche
Inizia la carriera da centrocampista, salvo poi adattarsi a centrale di difesa sotto la guida di Alberto De Rossi ai tempi in cui militava nella Primavera della Roma. In possesso di un fisico possente, intelligente tatticamente e abile nell'anticipo, le sue specialità sono la marcatura a uomo e l'abilità nel gioco aereo, sia in fase difensiva, che in quella offensiva.
La sua carriera è stata spesso costellata da infortuni.

## Carriera

### Giocatore
Muove i suoi primi passi presso la scuola calcio del Montemario Calcio, dove resta per un anno prima di passare al Tor di Quinto. Nel 2009 viene tesserato dalla Roma, con cui vince il Campionato Primavera.
Il 31 agosto 2011 si trasferisce in prestito con diritto di riscatto al Grosseto, squadra militante in Serie B. Esordisce con i toscani il 1º ottobre in Grosseto-Ascoli (3-3), subentrando al 26' della ripresa al posto di Samuele Olivi. Mette a segno la prima rete in carriera il 20 maggio 2012 nel derby contro l'Empoli (1-1 il finale), sbloccando l'incontro con un colpo di testa su calcio d'angolo. Il 26 maggio, in Livorno-Grosseto (2-0), riporta la rottura del legamento crociato anteriore del ginocchio destro, venendo operato il 2 giugno seguente. Il 22 giugno la Roma esercita il diritto di controriscatto del cartellino del giocatore per 100.000 euro.
Ristabilitosi dall'infortunio, il 22 gennaio 2013 viene incluso dal tecnico della prima squadra Zdeněk Zeman nella lista dei convocati che prenderanno parte alla semifinale di andata di Coppa Italia da disputare contro l'Inter, tuttavia senza scendere in campo, scegliendo di indossare la maglia numero 19.
Il 31 gennaio 2013 passa in prestito con diritto di riscatto per la compartecipazione al Sassuolo, in Serie B. Esordisce con i neroverdi il 19 marzo contro la Juve Stabia. Il 18 maggio conquista - all'ultima giornata di campionato - la promozione in Serie A.
Il 25 settembre 2013 esordisce in Serie A contro il Napoli. Esce al 34' della ripresa per infortunio, venendo sostituito da Jonathan Rossini. Al termine della stagione viene rinnovata la compartecipazione tra le due società, e il giocatore sottoscrive un nuovo contratto con i neroverdi fino al 2018, con adeguamento economico. Infortunatosi contro il Napoli, il 3 marzo 2015 viene sottoposto ad un intervento di ricostruzione del legamento crociato anteriore del ginocchio destro. Il 30 gennaio 2016 - a distanza di 341 giorni - fa il suo rientro in campo contro l'Atalanta. Mette a segno la sua prima rete nella massima serie il 10 settembre 2016 nella trasferta persa 3-1 contro la Juventus.
Il 31 agosto 2017 passa in prestito con obbligo di riscatto al Benevento, insieme al compagno di squadra Pietro Iemmello. A dicembre si infortuna contro il Napoli; il referto medico ne riporta il distacco del tendine di Achille e conseguente operazione, facendogli chiudere la stagione con largo anticipo.
Il 5 ottobre 2020 si trasferisce in prestito al Pescara. Il 27 gennaio 2021 viene risolto il prestito e ritorna al Benevento. Nel 2023 annuncia il ritiro.

#### Nazionale
Il 29 agosto 2011 ottiene la sua prima convocazione da parte di Ciro Ferrara in Nazionale Under-21 per il match contro l'Ungheria valido per le qualificazioni al campionato europeo di calcio Under-21 2013, senza scendere in campo. Esordisce con gli azzurrini il 6 ottobre nella trasferta vinta 2-7 contro il Liechtenstein.

### Allenatore
Il 4 febbraio 2025 inizia la carriera di allenatore, diventando collaboratore tecnico di Cristian Bucchi, suo allenatore al Benevento, all'Arezzo.

## Statistiche

### Presenze e reti nei club
| Stagione         | Squadra          | Campionato       | Campionato | Campionato | Coppe nazionali | Coppe nazionali | Coppe nazionali | Coppe continentali | Coppe continentali | Coppe continentali | Altre coppe | Altre coppe | Altre coppe | Totale | Totale |
| Stagione         | Squadra          | Comp             | Pres       | Reti       | Comp            | Pres            | Reti            | Comp               | Pres               | Reti               | Comp        | Pres        | Reti        | Pres   | Reti   |
| ---------------- | ---------------- | ---------------- | ---------- | ---------- | --------------- | --------------- | --------------- | ------------------ | ------------------ | ------------------ | ----------- | ----------- | ----------- | ------ | ------ |
| 2011-2012        | Grosseto         | B                | 21         | 1          | CI              | 0               | 0               | -                  | -                  | -                  | -           | -           | -           | 21     | 1      |
| 2012-gen. 2013   | Roma             | A                | 0          | 0          | CI              | 0               | 0               | -                  | -                  | -                  | -           | -           | -           | 0      | 0      |
| gen.-giu. 2013   | Sassuolo         | B                | 2          | 0          | CI              | -               | -               | -                  | -                  | -                  | -           | -           | -           | 2      | 0      |
| 2013-2014        | Sassuolo         | A                | 22         | 0          | CI              | 1               | 0               | -                  | -                  | -                  | -           | -           | -           | 23     | 0      |
| 2014-2015        | Sassuolo         | A                | 8          | 0          | CI              | 3               | 0               | -                  | -                  | -                  | -           | -           | -           | 11     | 0      |
| 2015-2016        | Sassuolo         | A                | 5          | 0          | CI              | 0               | 0               | -                  | -                  | -                  | -           | -           | -           | 5      | 0      |
| 2016-2017        | Sassuolo         | A                | 15         | 1          | CI              | 1               | 0               | UEL                | 2                  | 0                  | -           | -           | -           | 18     | 1      |
| Totale Sassuolo  | Totale Sassuolo  | Totale Sassuolo  | 52         | 1          |                 | 5               | 0               |                    | 2                  | 0                  |             | -           | -           | 59     | 1      |
| 2017-2018        | Benevento        | A                | 8          | 0          | CI              | -               | -               | -                  | -                  | -                  | -           | -           | -           | 8      | 0      |
| 2018-2019        | Benevento        | B                | 17         | 0          | CI              | 2               | 0               | -                  | -                  | -                  | -           | -           | -           | 19     | 0      |
| 2019-2020        | Benevento        | B                | 15         | 0          | CI              | 1               | 0               | -                  | -                  | -                  | -           | -           | -           | 16     | 0      |
| 2020-gen. 2021   | Pescara          | B                | 2          | 0          | CI              | 0               | 0               | -                  | -                  | -                  | -           | -           | -           | 2      | 0      |
| gen.-giu. 2021   | Benevento        | A                | 0          | 0          | CI              | -               | -               | -                  | -                  | -                  | -           | -           | -           | 0      | 0      |
| Totale Benevento | Totale Benevento | Totale Benevento | 40         | 0          |                 | 3               | 0               |                    | -                  | -                  |             | -           | -           | 43     | 0      |
| Totale carriera  | Totale carriera  | Totale carriera  | 115        | 2          |                 | 8               | 0               |                    | 2                  | 0                  |             | -           | -           | 125    | 2      |

## Palmarès

### Club

#### Competizioni giovanili
- Campionato Primavera: 1

Roma: 2010-2011

#### Competizioni nazionali
- Campionato italiano di Serie B: 2

Sassuolo: 2012-2013
Benevento: 2019-2020